# Lista de bandeiras do Paquistão
Esta é uma lista de bandeiras usadas no Paquistão.

## Bandeira nacional
| Bandeira | Data          | Uso                            | Descrição |
| -------- | ------------- | ------------------------------ | --- |
|          | 1947–presente | Bandeira nacional do Paquistão | Duas listras, três quartos verdes, um quarto brancas, com os símbolos islâmicos tradicionais de um crescente e uma estrela na parte verde. |

## Bandeiras do governo
| Bandeira | Data          | Uso                                               | Descrição |
| -------- | ------------- | ------------------------------------------------- | --- |
|          | 1998–presente | Estandarte do presidente do Paquistão             | O crescente e a estrela cercados por ramos de trigo em um campo verde, com o nome urdu para Paquistão abaixo. |
|          | 1974–1998     | Estandarte do presidente do Paquistão             | O crescente e a estrela cercados por ramos de trigo em um campo verde, com o nome urdu para Paquistão abaixo. |
|          | 1956–1967     | Estandarte do presidente do Paquistão             | O crescente e a estrela cercados por galhos de trigo em um campo azul, com o nome urdu para Paquistão abaixo. |
|          | 1954–presente | Estandarte do primeiro-ministro do Paquistão      | Proporção: 1:1 |
|          | ? -Presente   | Bandeira da Suprema Corte do Paquistão            | Emblema da Suprema Corte do Paquistão em ouro sobre fundo verde com lateral dourada. |
|          | ? -Presente   | Bandeira do Tribunal Federal Shariat do Paquistão | Emblema do Tribunal Federal Shariat do Paquistão em dourado com crescente branco, estrela e livro em campo verde com lado branco. |
|          | 1953–1956     | Estandarte do governador-geral do Paquistão       | A bandeira do governador-geral do Paquistão foi usada de 1953 a 1956. |
|          | 1947–1953     | Estandarte do governador-geral do Paquistão       | De 1947 a 1956, o governador-geral do Paquistão usou uma bandeira azul escura com o brasão real (um leão em pé na coroa), abaixo do qual estava a palavra "PAKISTAN" em letras maiúsculas douradas. O mesmo design ainda é usado por muitos outros governadores-gerais. Esta última bandeira era a bandeira pessoal apenas do governador-geral. Esta bandeira foi usada de 1947 a 1952. |

## Bandeira mercante
| Bandeira | Data          | Uso                            | Descrição                                                                                       |
| -------- | ------------- | ------------------------------ | ----------------------------------------------------------------------------------------------- |
|          | 1947–presente | Bandeira mercante do Paquistão | Uma bandeira vermelha com a bandeira do Paquistão no cantão influenciado pela bandeira vermelha |

## Bandeira da aviação civil
| Bandeira | Data      | Uso                               | Descrição                                                                             |
| -------- | --------- | --------------------------------- | ------------------------------------------------------------------------------------- |
|          | ?presente | Bandeira Aérea Civil do Paquistão | Uma bandeira com a bandeira do Paquistão no cantão influenciada pelo design britânico |

## Bandeiras de províncias e territoriais
| Bandeira                                             | Data                | Uso                                              | Descrição |
| Províncias atuais                                    | Províncias atuais   | Províncias atuais                                | Províncias atuais |
| ---------------------------------------------------- | ------------------- | ------------------------------------------------ | --- |
|                                                      | 2005-presente       | Bandeira do Sinde                                | Uma bandeira verde tradicional, com o emblema provincial no centro. |
|                                                      | 1970-presente       | Bandeira do Panjabe                              | Uma bandeira verde tradicional, com o emblema provincial no centro. O emblema reflete os recursos naturais do Panjabe: o trigo e os cinco rios que dão nome à província persa (a partir de Punj = Cinco, Aab = Águas). |
|                                                      | 2011-presente       | Bandeira de Khyber Pakhtunkhwa                   | Uma bandeira verde tradicional, com o emblema provincial na bandeira, mostra o jamrude forte que guarda o Passo Khyber e montanhas nas traseiras. |
|                                                      | 2005-presente       | Bandeira do Baluchistão                          | Uma bandeira verde tradicional, com o emblema provincial no centro. O emblema mostra Montanhas estilizadas desta província árida e o principal meio de transporte: o camelo dromedário, também o animal provincial do Baluchistão. |
| Ficheiro:Flag of Gilgit Baltistan (2011-Present).png | 2011-presente       | Bandeira do Guilguite-Baltistão                  | Uma bandeira verde tradicional, com o emblema provincial na bandeira mostrando o Forte Baltit e o Forte Escardu que guarda o Himalaias (incluindo K2), o pico nacional designado na parte de trás. |
|                                                      | 1975-presente       | Bandeira da Caxemira Livre                       | A bandeira exibe as cores nacionais Paquistanesas, branco e verde escuro, com um crescente e uma estrela para representar os muçulmanos maioria, e um quadrado de açafrão para representar o budismo, hindu, sique e outras minorias do contestado região, as cores são claramente influenciadas pelo Império Mogol. As quatro faixas brancas simbolizam os principais rios do Região da Caxemira; Indus, Jelum, Chenab e Rauí. Representa também as cinco divisões geográficas do território disputado, Baltistão, Gilgit, Jamu, o Vale da Caxemira e Ladaque. |
| Províncias antigas                                   |                     |                                                  | |
|                                                      | 1901–1955 1970–2010 | Bandeira da Província da Fronteira Noroeste      | Uma bandeira verde tradicional, com o emblema provincial no centro. O emblema mostra um castelo e uma lua crescente. Por baixo estão as letras NWFP - abreviatura da província. |
|                                                      | 2011–2018           | Bandeira do Território Federal das Áreas Tribais | Uma bandeira verde tradicional, com o emblema provincial no centro. O emblema mostra um castelo e duas espadas. Por baixo estão as letras FATA – abreviatura da província. |

## Bandeiras da cidade
| Bandeira | Data        | Uso                     | Descrição |
| -------- | ----------- | ----------------------- | --------- |
|          | ? -presente | Bandeira de Carachi     |           |
|          | ? -presente | Bandeira de Laore       |           |
|          | ? -presente | Bandeira de Faiçalabade |           |
|          | ? -presente | Bandeira de Haiderabade |           |
|          | ? -presente | Bandeira de Pexauar     |           |
|          | ? -presente | Bandeira de Quetta      |           |
|          | ? -presente | Bandeira de Islamabade  |           |
|          | ? -presente | Bandeira de Sargodha    |           |

## Bandeiras militares
| Bandeira | Data        | Uso                                                                                | Descrição |
| -------- | ----------- | ---------------------------------------------------------------------------------- | --- |
|          | ? -presente | Bandeira das Forças Armadas do Paquistão                                           | |
|          | ? -presente | Bandeira do Exército do Paquistão                                                  | Uma versão da bandeira do Paquistão, com o emblema do Exército |
|          | ? -presente | Alferes da Força Aérea do Paquistão                                                | Uma bandeira azul clara com a bandeira do Paquistão no cantão e o emblema da Força Aérea                                                                                              |
|          | ? -presente | Bandeira naval da Marinha do Paquistão                                             | O emblema da Marinha em um campo azul |
|          | ? -presente | Estandarte da Marinha do Paquistão                                                 | O emblema da Marinha foi desfigurado na Bandeira Nacional |
|          | ? -presente | Alferes da Marinha do Paquistão                                                    | Bandeira nacional, mas com proporção: 1:2 |
|          | ? -presente | Bandeira da Guarda Costeira do Paquistão                                           | |
|          | ? -presente | Estandarte do presidente do Comitê Conjunto de Chefes de Estado-Maior do Paquistão | Decorada com franjas entrelaçadas em verde, branco, vermelho, amarelo, azul escuro e azul claro; a bandeira nacional com a qual é exibida tem franjas entrelaçadas em verde e branco. |
|          | ? -presente | Bandeira do chefe do Estado-Maior do Exército                                      | |

### Bandeiras de patente naval
| Bandeira | Data        | Uso                                    | Descrição |
| -------- | ----------- | -------------------------------------- | --------- |
|          | ? -presente | Bandeira do almirante da frota         |           |
|          | ? -presente | Bandeira do almirante                  |           |
|          | ? -presente | Bandeira do vice-almirante             |           |
|          | ? -presente | Bandeira do contra-almirante           |           |
|          | ? -presente | Bandeira do comodoro                   |           |
|          | ? -presente | Bandeira do oficial superior a flutuar |           |

### Corpo de manobra
| Bandeira | Data        | Uso                  | Descrição |
| -------- | ----------- | -------------------- | --- |
|          | ? -presente | Bandeira do I Corpo  | Uma bandeira tricolor horizontal de vermelho, branco e vermelho com um raio amarelo em destaque no meio.                      |
|          | ? -presente | Bandeira do IV Corpo | |
|          | ? -presente | Bandeira do X Corpo  | |
|          | ? -presente | Bandeira do V Corpo  | |
|          | ? -presente | Bandeira do XI Corpo | Uma bandeira tricolor horizontal de vermelho, branco e vermelho com um triângulo preto no meio e um círculo vermelho no meio. |

### Outros
| Bandeira | Data        | Uso                                                 | Descrição                                                               |
| -------- | ----------- | --------------------------------------------------- | ----------------------------------------------------------------------- |
|          | ? -presente | Bandeira do Comando de Defesa Aérea do Exército     | Uma bandeira bicolor horizontal preta e amarela com um símbolo no meio. |
|          | ? -presente | Bandeira do Regimento de Infantaria da Luz do Norte |                                                                         |

## Bandeiras históricas

### Estados pré-coloniais
| Bandeira | Data                          | Uso                                                                | Descrição                                                                                       |
| -------- | ----------------------------- | ------------------------------------------------------------------ | ----------------------------------------------------------------------------------------------- |
|          | 711–750                       | Bandeira do Califado Omíada                                        | Uma estandarte branco simples.                                                                  |
|          | 750–945                       | Bandeira do Califado Abássida                                      | Uma estandarte preto simples.                                                                   |
|          | 1269–1596                     | Bandeira do Sultanato de Deli de acordo com o Atlas Catalão (1375) | Uma bandeira cinza escura com uma faixa preta à esquerda do centro.                             |
|          | 1510–1524                     | Bandeira do Império Safávida                                       | Uma bandeira verde lisa com um círculo amarelo no topo.                                         |
|          | 1524–1576                     | Bandeira do Império Safávida                                       |                                                                                                 |
|          | 1526–1858                     | Bandeira do Império Mogol                                          | A bandeira doImpério Mogol que foi principalmente verde musgo.                                  |
|          | 1576–1590 1599–1716 1729–1736 | Bandeira do Império Safávida                                       |                                                                                                 |
|          | 1674–1818                     | Bandeira do Império Marata                                         | Cor de açafrão rabo de andorinha bandeira.                                                      |
|          | 1709–1738                     | Bandeira do Império Hotaqui                                        | Esta bandeira foi usada pela dinastia afegã Hotaqui.                                            |
|          | 1716–1799                     | Bandeira da Confederação Siquismo                                  |                                                                                                 |
|          | 1738–1747                     | Bandeira do Império Afexárida                                      | Uma estandarte de Nader Xá.                                                                     |
|          | 1783–1856                     | Bandeira do Império de Omã em Gwadar                               | Um campo branco com escrita árabe vermelha acima e uma espada vermelha apontada para a direita. |
|          | 1799–1849                     | Bandeira do Império Sique                                          |                                                                                                 |
|          | 1818–1842                     | Bandeira do Império Durrani                                        | Esta bandeira foi usada pelos Durrani Sadozais.                                                 |
|          | 1856–1958                     | Bandeira do Sultanato de Mascate e Omã em Gwadar                   | Um simples campo vermelho.                                                                      |
|          | 1880–1882                     | Bandeira do Emirado do Afeganistão                                 | Uma estandarte de Abderramão Cã.                                                                |

### Índia Britânica
| Bandeira | Data      | Uso                                                                 | Descrição                                                                                          |
| -------- | --------- | ------------------------------------------------------------------- | -------------------------------------------------------------------------------------------------- |
|          | 1858–1947 | A bandeira oficial do estado do Império Britânico para uso na Índia | Uma bandeira do Reino Unido.                                                                       |
|          | 1885–1947 | Bandeira do Governador-Geral da Índia Britânica                     | A Union Jack com a insígnia da Ordem da Estrela da Índia sob a Coroa Imperial da Índia.            |
|          | 1880–1947 | Bandeira da Índia Britânica                                         | Uma bandeira vermelha com a bandeira da União no cantão e a Estrela da Índia exibida na braguilha. |

### Estados principescos do Paquistão
| Bandeira | Data      | Uso                             | Descrição |
| -------- | --------- | ------------------------------- | --- |
|          | 1666–1955 | Bandeira do Canato de Calate    | |
|          | 1853–1955 | Bandeira do Estado de Cairpur   | |
|          | 1748–1955 | Bandeira do Estado de Bahauapur | |
|          | ? –1947   | Bandeira do Estado de Chitral   | |
|          | 1849–1969 | Bandeira do Estado de Esuate    | |
|          | ? –1974   | Bandeira do Estado de Hunza     | |
|          | 1507–1971 | Bandeira do Reino de Ambe       | |
|          | ? –1969   | Bandeira de Dir                 | |
|          | 1742–1955 | Bandeira de Las Bela            | |
|          | 1697–1955 | Bandeira do Estado de Carã      | Uma bandeira tricolor horizontal de azul, vermelho e verde, com um pequeno crescente branco e uma estrela no canto superior direito. |

## Propostas de bandeira

### Propostas de bandeira nacional
| Bandeira | Data | Uso                                                                                    | Descrição |
| -------- | ---- | -------------------------------------------------------------------------------------- | --- |
|          | 1940 | Bandeira proposta por Choudhry Rahmat Ali para uma "Comunidade Paquistanesa de Nações" | Bandeira do Paquistão proposto com um pequeno crescente branco no canto superior esquerdo e dez estrelas brancas à direita e abaixo em um campo verde simples. |
|          | 1942 | "O Millate do Islã e a ameaça do 'indianismo'", um panfleto de Choudhry Rahmat Ali     | Bandeira do Paquistão proposto com um fino crescente branco à esquerda e cinco estrelas brancas à direita em um campo verde simples.                           |
|          | 1947 | Bandeira proposta por Louis Mountbatten para o Paquistão                               | A bandeira da Liga Muçulmana com uma pequena Union Jack no cantão.                                                                                             |

### Propostas provinciais e territoriais
| Bandeira | Data | Uso | Descrição |
| -------- | ---- | --- | --- |
|          | 2004 | - Não oficial - Bandeira proposta para o Território da Capital Islamabade Por Dr. Tariq Saleem Marwat, 19 de setembro de 2004 | O design diagonal a diferencia da bandeira nacional. O formato quadrado torna os triângulos simétricos. O preto é adicionado para dar uma aparência distinta. Preto era a cor usada na bandeira na época da conquista de Meca por Maomé . |